# Schrödinger (cràter)

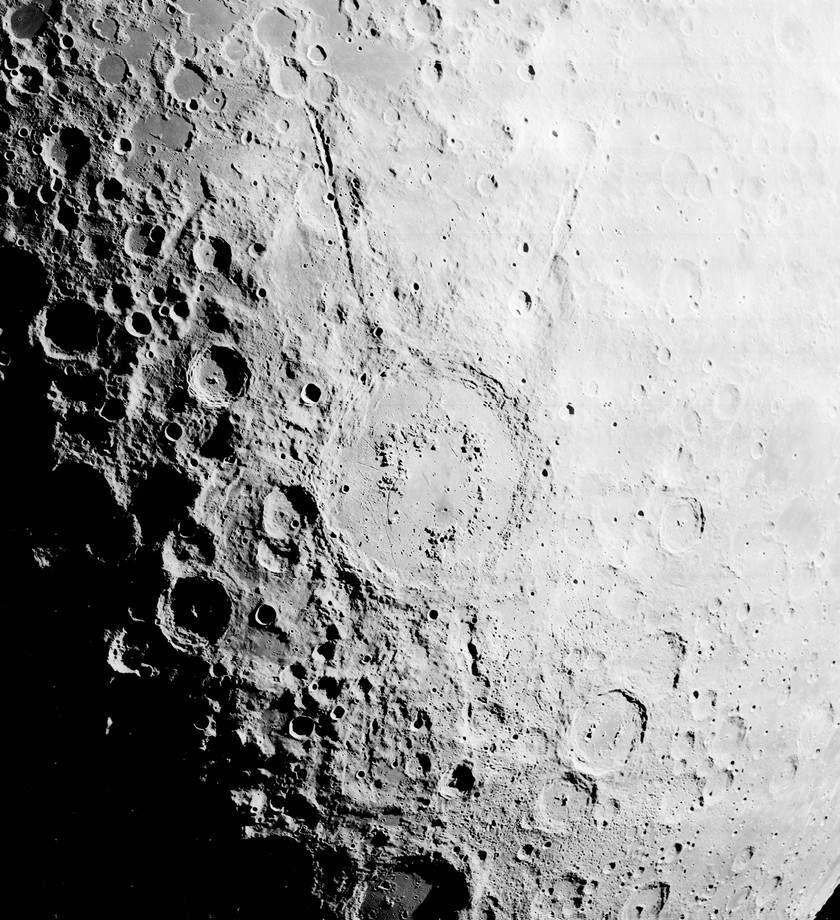
Schrödinger al centre. La Vallis Planck s'estén des del cràter fins a la part superior dreta del centre, i la Vallis Schrödinger s'estén cap a la part superior esquerra del centre, travessant Sikorsky. El pol sud està en la part inferior esquerra, en l'ombra.

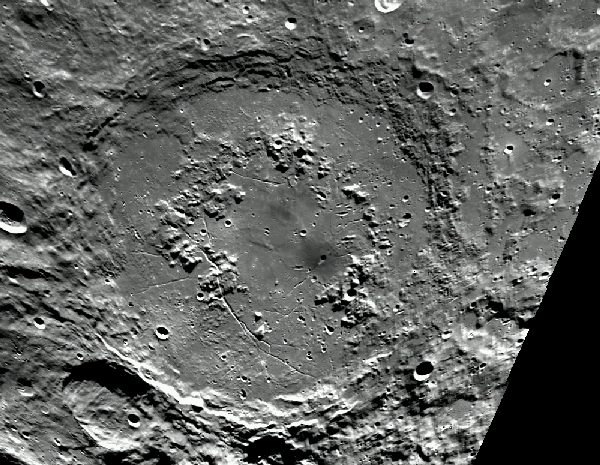
Schrödinger des de la nau Clementine. Noti's l'incomplet anell interior. Foto NASA.

Schrödinger és un gran cràter d'impacte lunar, amb la forma tradicionalment denominada com a plana emmurallada. Es troba prop del pol lunar sud, en la cara oculta de la Lluna, i només es pot veure des de naus en òrbita. El cràter més petit Ganswindt s'uneix a la vora sud-oest de Schrödinger, envaint lleugerament la paret interior. Adjacent al sud es troba el cràter Nefed'ev. Més al sud-oest es troba el cràter Amundsen.

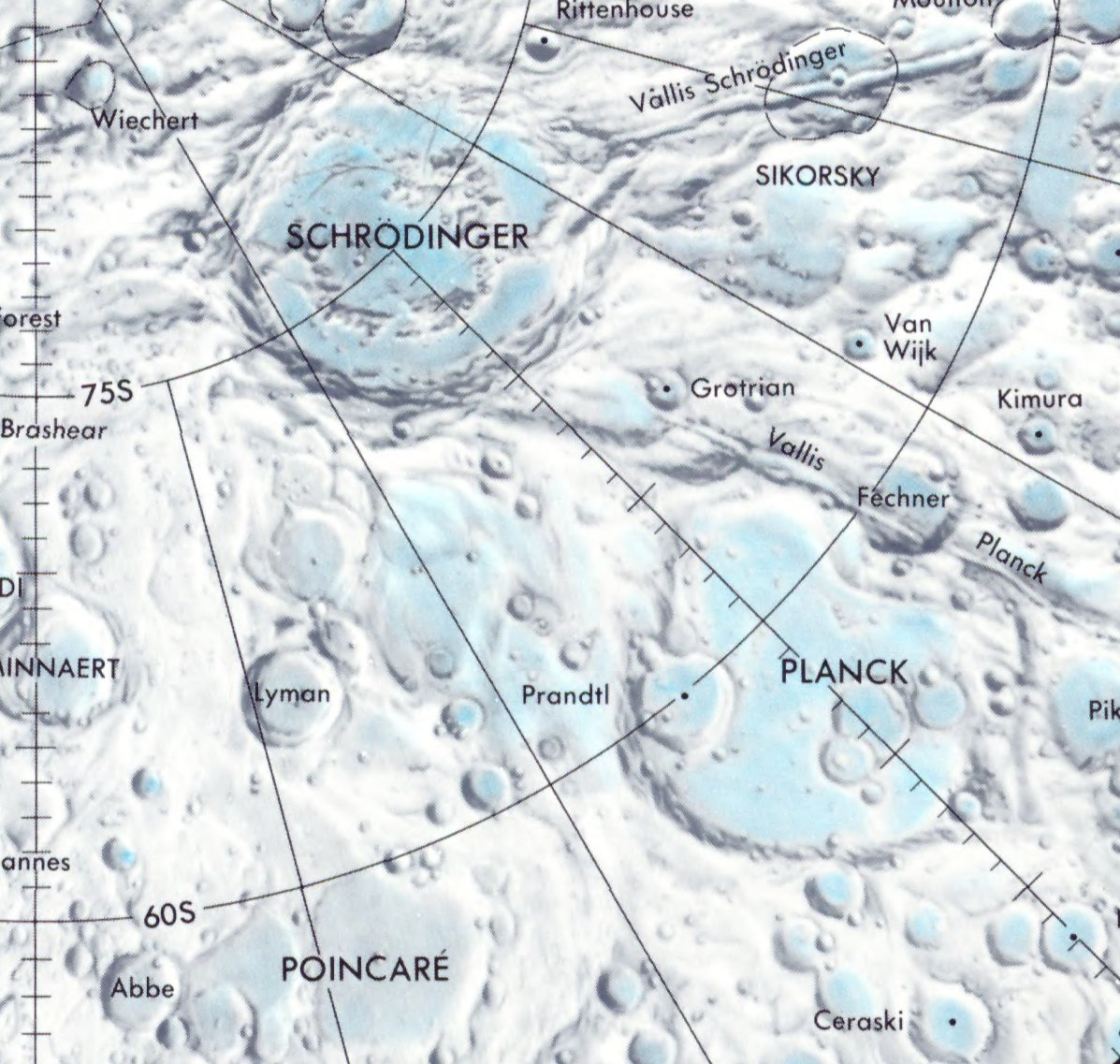
Localització d'Schrödinger

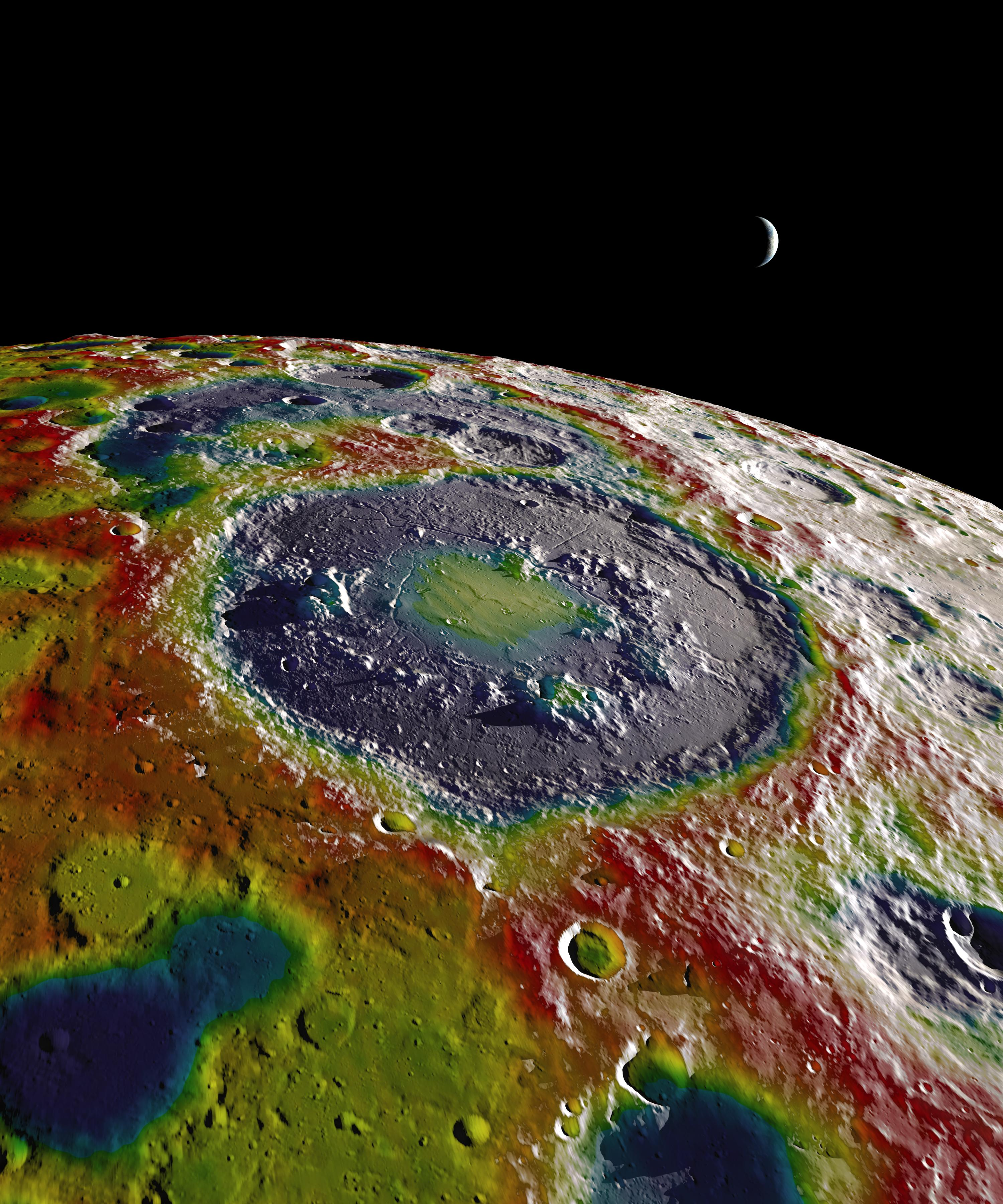
Mapa gravitatori de l'entorn d'Schrödinger

Posseeix una ampla vora exterior que ha estat lleugerament arrodonida a causa d'impactes posteriors. Però el seu perfil roman ben definit, i els rastres de terraplenats s'han integrat en la superfície interna. Els materials ejectats cap a l'exterior formen una sèrie de rampes irregulars, que s'estenen fins a 100 quilòmetres de distància.
La conca d'impacte d'Schrödinger és una de les poques ubicacions en la Lluna que mostren evidència d'activitat volcànica geològicament recent. Un estudi geològic de la conca mostra evidències de fluxos de lava i de respiradors producte de possibles erupcions. També apareix material volcànic més antic, dispers a causa dels impactes soferts.
Dins de l'interior apareix un segon anell, aproximadament de la meitat del diàmetre del vorell exterior. Forma una alineació circular de muntanyes escarpadas que envolta el centre, amb l'excepció d'una àmplia escletxa al sud. La resta del sòl ha estat reconstituït per fluxos de lava posteriors, produint una superfície relativament plana, particularment dins de l'anell interior. L'excepció és una àrea de terreny accidentat en la part sud-est de l'interior.
Un complex d'esquerdes s'ha format sobre el sòl, formant-ne múltiples particularment al sud. El sòl també ha estat marcat per impactes posteriors, deixant petits cràters dispersos per la superfície. No presenta un pic central en el punt central de l'interior.
La Vallis Schrödinger, una vall llarga i estreta, s'allunya directament d'Schrödinger al nord-oest. Aquesta formació comença a certa distància de la vora exterior del cràter, en el límit dels materials ejectats que envolten el perímetre. S'estén fins a la vora del cràter Moulton. Una altra vall similar, designat Vallis Planck, irradia cap al nord, començant prop del cràter Grotrian en la perifèria dels materials eyectados d'Schrödinger, i estenent-se més enllà de Fechner.
Porta el nom del físic alemany Erwin Schrödinger, un dels pares de la mecànica quàntica.

## Cràters satèl·lit
Per convenció aquests elements són identificats en els mapes lunars posant la lletra en el costat del punt central del cràter que està més proper a Schrödinger.
|             | \| Schrödinger \| Coordenades \| Diàmetre \| \| ----------- \| -------------------------------------- \| -------- \| \| B \| 68° 24′ S, 141° 18′ E / 68.4°S,141.3°E \| 25 km \| \| G \| 75° 24′ S, 137° 12′ E / 75.4°S,137.2°E \| 8 km \| \| J \| 78° 24′ S, 154° 36′ E / 78.4°S,154.6°E \| 16 km \| \| W \| 68° 30′ S, 115° 36′ E / 68.5°S,115.6°E \| 12 km \| |          |
| Schrödinger | Coordenades | Diàmetre |
| B           | 68° 24′ S, 141° 18′ E / 68.4°S,141.3°E | 25 km    |
| G           | 75° 24′ S, 137° 12′ E / 75.4°S,137.2°E | 8 km     |
| J           | 78° 24′ S, 154° 36′ E / 78.4°S,154.6°E | 16 km    |
| W           | 68° 30′ S, 115° 36′ E / 68.5°S,115.6°E | 12 km    |

### Altres referències
- (WGPSN), IAU Working Group for Planetary System Nomenclature. «Gazetteer of Planetary Nomenclature. 1:1 Million-Scale Maps of the Moon» (en anglès).  UAI / USGS, 13-02-2013. [Consulta: 6 abril 2016].
- Andersson, L. E.; Whitaker, E. A.,. NASA Catalogue of Lunar Nomenclature (en anglès).  NASA RP-1097, 1982.
- Blue, Jennifer. «Gazetteer of Planetary Nomenclature» (en anglès).  USGS, 25-07-2007. [Consulta: 2 gener 2012].
- Bussey, B.; Spudis, P.. The Clementine Atlas of the Moon (en anglès).  Nueva York: Cambridge University Press, 2004. ISBN 0-521-81528-2.
- Cocks, Elijah E.; Cocks, Josiah C.. Who's Who on the Moon: A Biographical Dictionary of Lunar Nomenclature (en anglès).  Tudor Publishers, 1995. ISBN 0-936389-27-3.
- McDowell, Jonathan. «Lunar Nomenclature» (en anglès).   Jonathan's Space Report, 15-07-2007. [Consulta: 2 gener 2012].
- Menzel, D. H.; Minnaert, M.; Levin, B.; Dollfus, A.; Bell, B. «Report on Lunar Nomenclature by The Working Group of Commission 17 of the IAU» (en anglès). Space Science Reviews, 12, 1971, pàg. 136.
- Moore, Patrick. On the Moon (en anglès).  Sterling Publishing Co, 2001. ISBN 0-304-35469-4.
- Price, Fred W. The Moon Observer's Handbook (en anglès).  Cambridge University Press, 1988. ISBN 0521335000.
- Rükl, Antonín. Atlas of the Moon (en anglès).  Kalmbach Books, 1990. ISBN 0-913135-17-8.
- Webb, Rev. T. W.. Celestial Objects for Common Telescopes, 6ª edición revisada (en anglès).  Dover, 1962. ISBN 0-486-20917-2.
- Whitaker, Ewen A. Mapping and Naming the Moon (en anglès).  Cambridge University Press, 2003. 978-0-521-54414-6.
- Wlasuk, Peter T. Observing the Moon (en anglès).  Springer, 2000. ISBN 1-85233-193-3.